# ダグラス DC-2

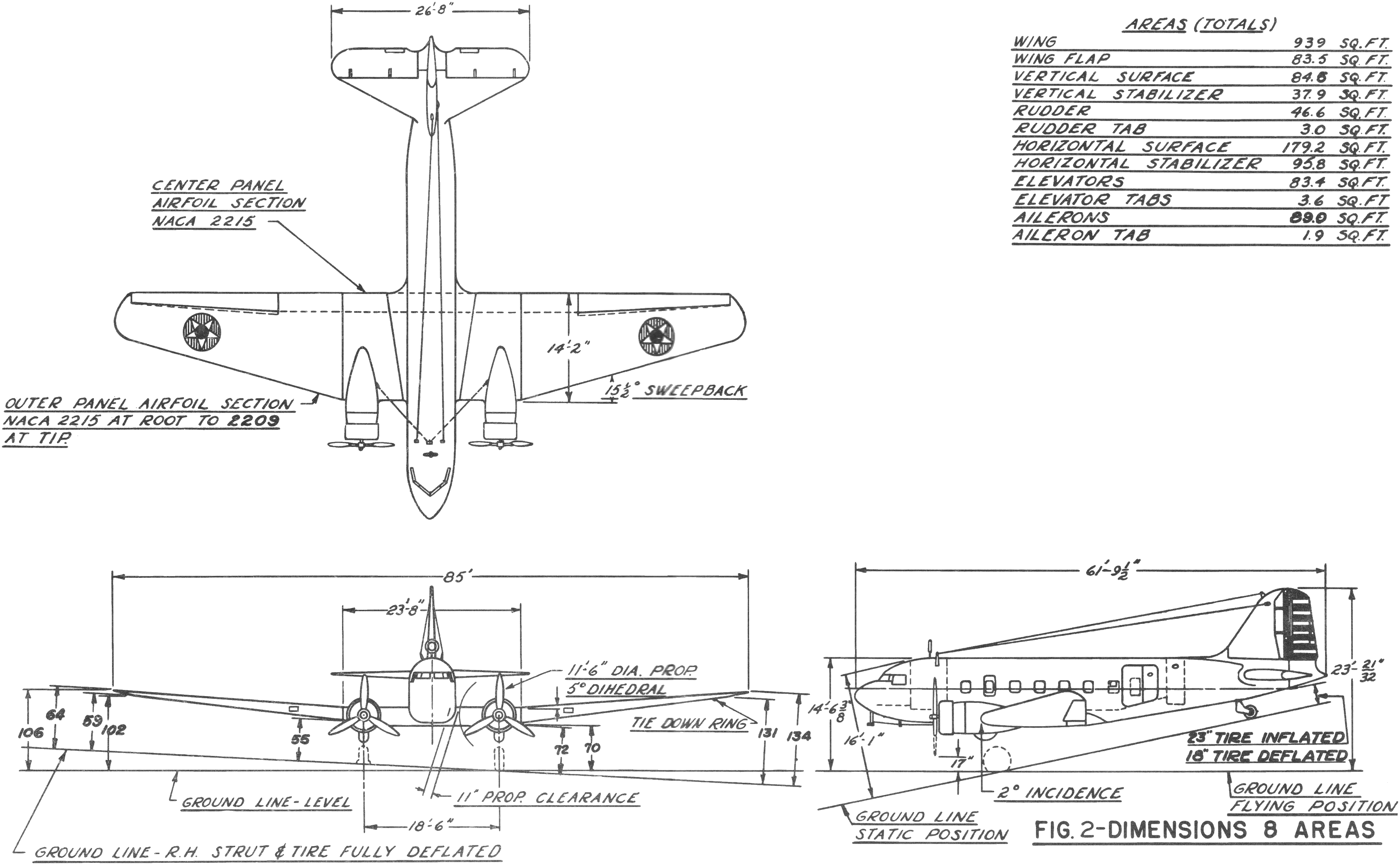
Douglas DC-2 (Douglas C-39)

ダグラス DC-2（Douglas DC-2）は、アメリカのダグラス・エアクラフト社が開発した全金属製のプロペラ双発旅客機・輸送機である。
ボーイング247の対抗機として開発され、所期の成功を収めたが、それ以上に世界的ベストセラー機DC-3の母体となった機体として重要な存在である。

## 開発
1931年3月、トランスコンチネンタル・アンド・ウエスタン・エアー航空（TWA）のフォッカー F.10 (Fokker F.10) 旅客機の事故は、有名なフットボール・チームのコーチを犠牲にしたこともあって社会的な波紋は大きく、木製構造の旅客機の安全性に疑いを抱かせるものになった。全金属製の航空機への変更は各航空会社にとって必須になった。
ユナイテッド航空はボーイング社との協力で、全金属製モノコック構造の近代的高速双発機・ボーイング247を開発し、アメリカの航空界をリードした。ライバルのTWAもボーイング247の購入を希望したが、ボーイングは協力企業であるユナイテッド航空を優先する方針を採った。ゆえにTWAは他社から全金属製新型機を調達せざるを得なくなった。
これを受けてそれまで旅客機製造の経験のなかった新興メーカーのダグラス社がDC-1の開発を始めた。設計には、ジェームス・キンデルバーガー（後のノースアメリカン社長）や、ジャック・ノースロップなどがあたった。彼ら有能な技術者の手腕もあり、開発は急ピッチで進められた。ボーイング247に遅れること5ヶ月あまりの1933年6月1日にプロトタイプ（原型機）のDC-1は初飛行を行った。690hpのライトエンジンと、可変ピッチプロペラ、引き込み脚を装備する12座席の旅客機であった。その性能・機能において、多くの点でボーイング247を上回った。247より若干大きいサイズもさることながら、247の弱点である客室床面に張り出した翼の構造材が、DC-1では追放されてフラットになっていたことは、大きなセールスポイントであった（247の「出っ張り」には、スチュワーデスや乗客がしばしばつまづいて、不評の元だった）。ボーイング247に劣らない近代的な機体であったが、小型すぎた上に諸所の不具合があったことから1機のみの試作に終わった。TWAは、DC-1のエンジンを強化し、機体長を18インチ延長して2座席増加の14座席にした機体を20機注文した。これが量産型のDC-2である。

## 運用

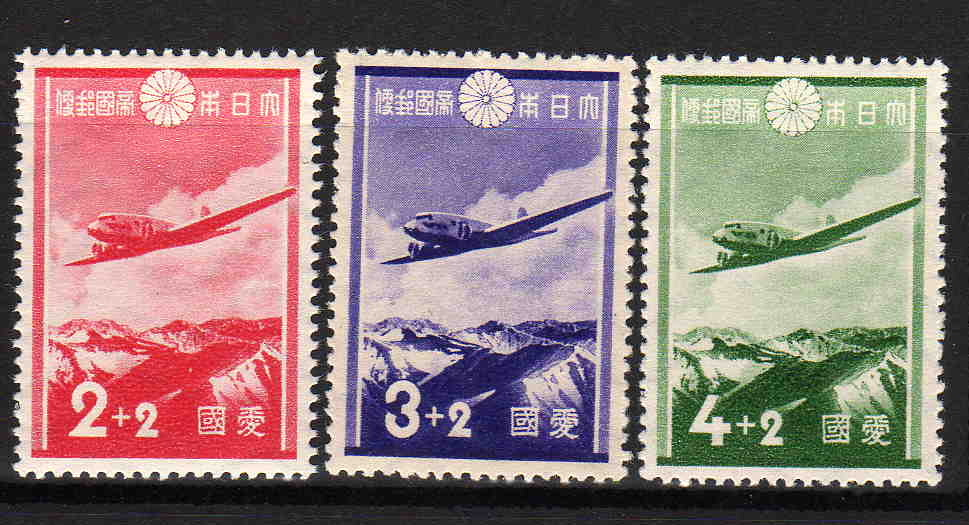
1937年に逓信省が発行した飛行場整備寄付金付愛国切手。日本アルプス上空を飛ぶDC-2が描かれている

DC-2は、TWAに続いて他の航空会社からの受注にも成功する。KLMオランダ航空に納入された最初のDC-2は、ロンドン—メルボルン間のマックロバートソン・エアレースに参加し、輸送機型の機体でありながら、レース用高速機であるDH.88 コメットに次ぐ2位を達成、その飛行性能をアピールした。その後KLMオランダ航空は植民地であるジャワとの長距離定期便に就航させた。
DC-2はアメリカ陸軍航空隊でも使用された。制式名はC-32（空中指揮機）、C-33（人員輸送機、18機調達）、C-34（VIP輸送機）、C-38、C-39（貨物扉を追加した改良型、32機生産）、C-41（C-39改造の高官輸送機、1機製作）、C-42（C-39改造の高官輸送機、1機製作）である。

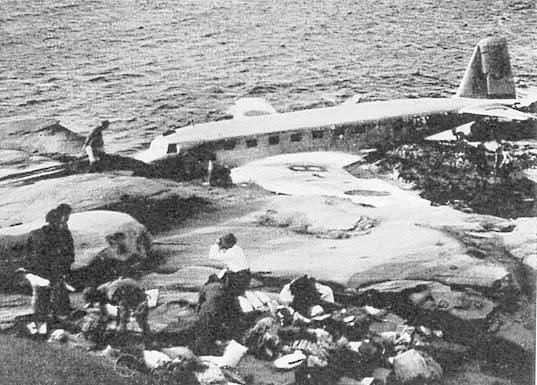
不時着事故を起こした大日本航空のDC-2「阿蘇号」

日本では日本航空輸送（後に大日本航空）が8機を輸入して運用し、1938年12月8日に「富士号」が慶良間諸島に墜落した事故をおこしている。
また、輸入部品を元に中島飛行機がライセンス生産を行なって6機を製造し、日本航空輸送が使用した後、1938年-1940年ころに6機すべてが軍用輸送機として陸軍に徴用されている。1940年に起きた魚釣島での大日本航空阿蘇号不時着事故はこの機体である。
また、中島では陸軍向けの大型輸送機「キ16」としてDC-2をベースとした機体の開発も計画されていたが、陸軍の方針が固まっていなかったため見送られている。DC-2のライセンス生産で得られた技術は、後に中島AT-2の開発や、DC-3を元にした零式輸送機の生産に生かされている。

## 評価
DC-2は優秀で近代的な旅客機として世界各国の市場から高く評価されたが、これをベースに機体サイズを拡大した後続モデルのDC-3が輸送力の面でDC-2以上の大幅向上を達成し、市場のニーズがそちらに移行したため、DC-2の生産数は156機にとどまった。